# Artilleriewerk Champex

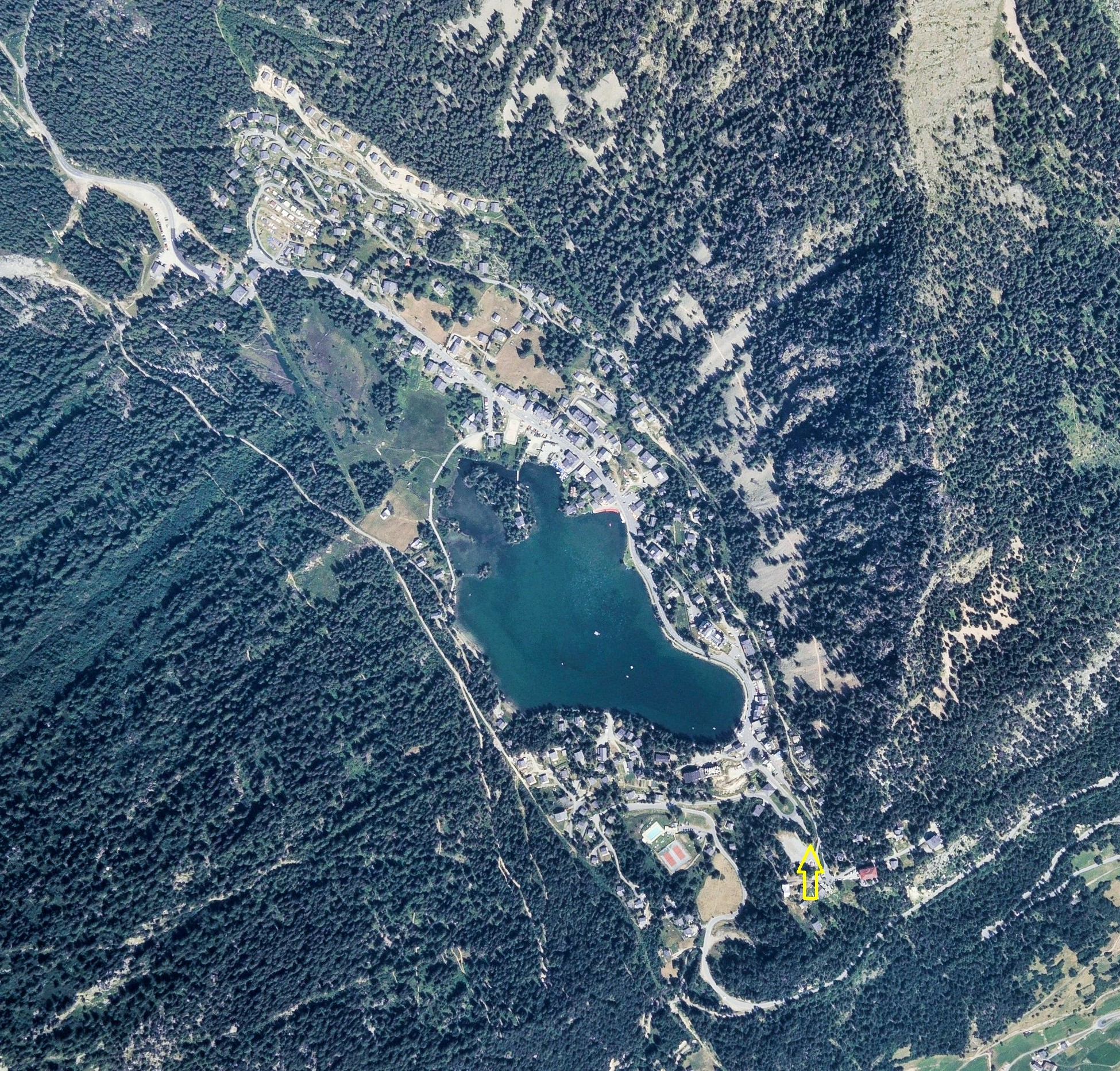
Champex-Lac mit Standort des Artilleriewerks

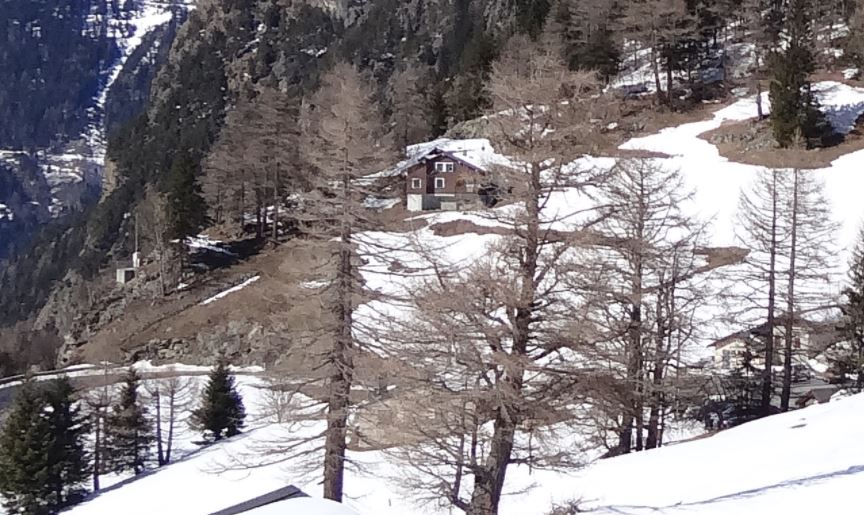
Infanteriewerk A 57 Col de la Forclaz

Das Artilleriewerk Champex (Armeebezeichnung A 46) ist ein ehemaliges Artilleriewerk im Festungsgebiet Saint-Maurice, das sich in Champex-Lac im schweizerischen Kanton Wallis befindet.

## Geschichte
Das grosse Artilleriewerk Champex bildete den Angelpunkt der Festungen im Raum Grosser St. Bernhard und sollte den Grossen Sankt Bernhard Pass sowie die Strasse ins Val Ferret schützen und sperren sowie der Infanterie auf der Achse des Grossen Sankt Bernhards Feuerunterstützung geben.
Das 1940–1943 erbaute Werk liegt am südlichen Ortseingang von Champex-Lac und ist ein Felswerk mit vier Kasematten und 600 Meter Stollen, das im Notfall autark operieren konnte. Es wurde am Fuss des Südgrates des [[Catogne|Le Catogne]] (2598 m ü. M.) auf 1450 m ü. M. komplett in den Fels gebaut. Es dominiert das 500 Meter tiefer liegende Becken von Orsières.
Die Bewaffnung bestand aus zwei 10,5 cm und zwei 7,5 cm Kanonen und wurde durch sechs Flabkanonen geschützt. Die Aussenverteidigung verfügte über Infanteriewerke (Festungsmaschinengewehre, 8,1-cm-Festungsminenwerfer 1956/60), die stromabwärts platziert waren (Château Roc, Manoday, Biolley).
Die Infrastruktur des Werkes umfasste Geschützstände für zwei Batterien, zwei Munitionsmagazine, zwei Beobachtungsposten, zwei Vermessungsposten, Feuerleitstelle, Telefonzentrale, eine Mannschaftsunterkunft für 300 Mann Besatzung mit Küche, Esssaal, Offiziersmesse, drei Schlafräume für Soldaten, Schlafräume für Unteroffiziere und  Offiziere, zwei Maschinensäle (Filter, Motoren, Stromgeneratoren), sowie ein Wasserreservoir, das von einer unterirdischen Quelle gespiesen wurde.
Das Werk verfügte über eine Feuerleitstelle und einen Kommandoposten für die Gruppe/Abteilung, um das Feuer der Artilleriewerke in der Region Sankt Bernhard (Champex, Commeire, Follatères, Dailly) koordinieren zu können.
Die Besatzung bestand aus der Festungskompanie I/22, die mit der Festungskompanie II/22 (Artilleriewerk Commeire, später 12 cm Festungsminenwerfer 1959 «Napoleon») zur Festungsabteilung 22 und zum Festungsregiment 19 gehörte.
Während des Kalten Krieges wurde das Werk laufend modernisiert und für einen Atomkrieg tauglich gemacht.
Das Werk wurde 1999 aus der Geheimhaltung entlassen. Es ist im Besitz des Vereins Pro Forteresse und seit Juni 1999 für geführte Besichtigungen geöffnet.

## Sperrstelle Champex
Im Sektor Süd der Festungsbrigade 10 gibt es 57 Infanteriebunker, 49 davon im Val d’Entremont.
- Infanteriebunker A 38 Châteauroc Ouest		⊙
- Unterstand A 39 Châteauroc Bas	⊙
- Infanteriebunker A 40 Châteauroc Centre		⊙
- Infanteriebunker A 41 Châteauroc Est		⊙
- Infanteriebunker Beobachter A 42 Manoday Sud		⊙
- 8,1-cm-Minenwerfer A 43 Manoday inférieur		⊙
- 8,1-cm-Minenwerfer A 44 Manoday supérieur		⊙
- Artilleriewerk Champex A 46 		⊙

## Sperrstelle Val Ferret
- Infanteriebunker A 32 La Léchère		⊙
- Infanteriebunker A 33 Le Clou		⊙
- Infanteriebunker A 34 L’a Neuva		⊙
- Infanteriebunker A 35 Prayon Est		⊙
- Infanteriebunker A 36 Prayon Ouest		⊙
- Infanteriebunker A 37 Plan Raveire		⊙

## Sperrstelle Orsières

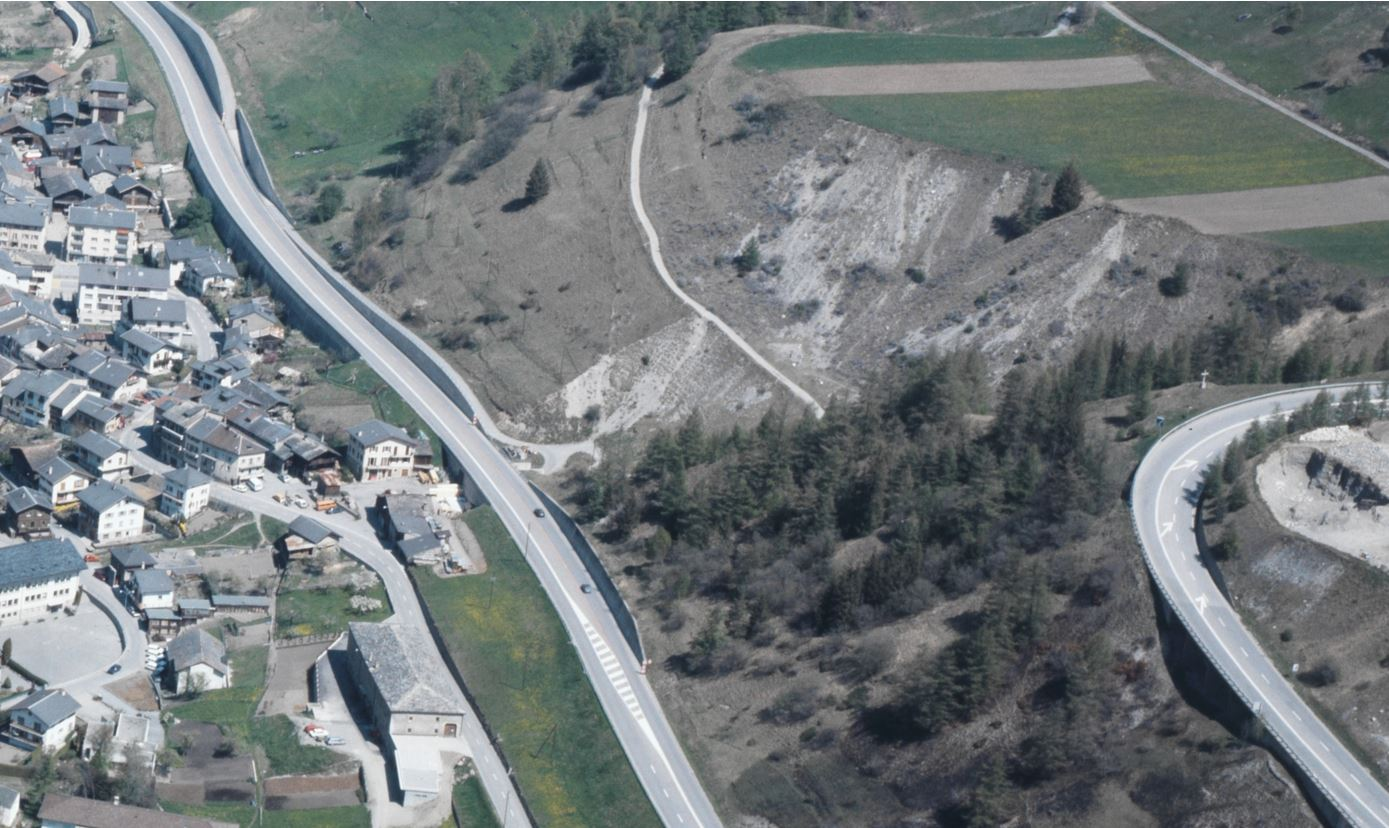
Orsières Creuse: Infanteriebunker A 53 und A 54

- Infanteriebunker A 47 Bioley supérieur droit		⊙
- Infanteriebunker A 48 Bioley supérieur bas		⊙
- Infanteriebunker A 49 Bioley supérieur gauche		⊙
- Infanteriebunker A 50 Bioley gauche		⊙
- Infanteriebunker A 51 Bioley droite		⊙
- Infanteriebunker A 52 Orsières droite		⊙
- Infanteriebunker A 53 Orsières Creuse, carrière centre		⊙
- Infanteriebunker A 54 Orsières Creuse, carrière supérieur		⊙

## Sperrstelle Forclaz Le Châtelard

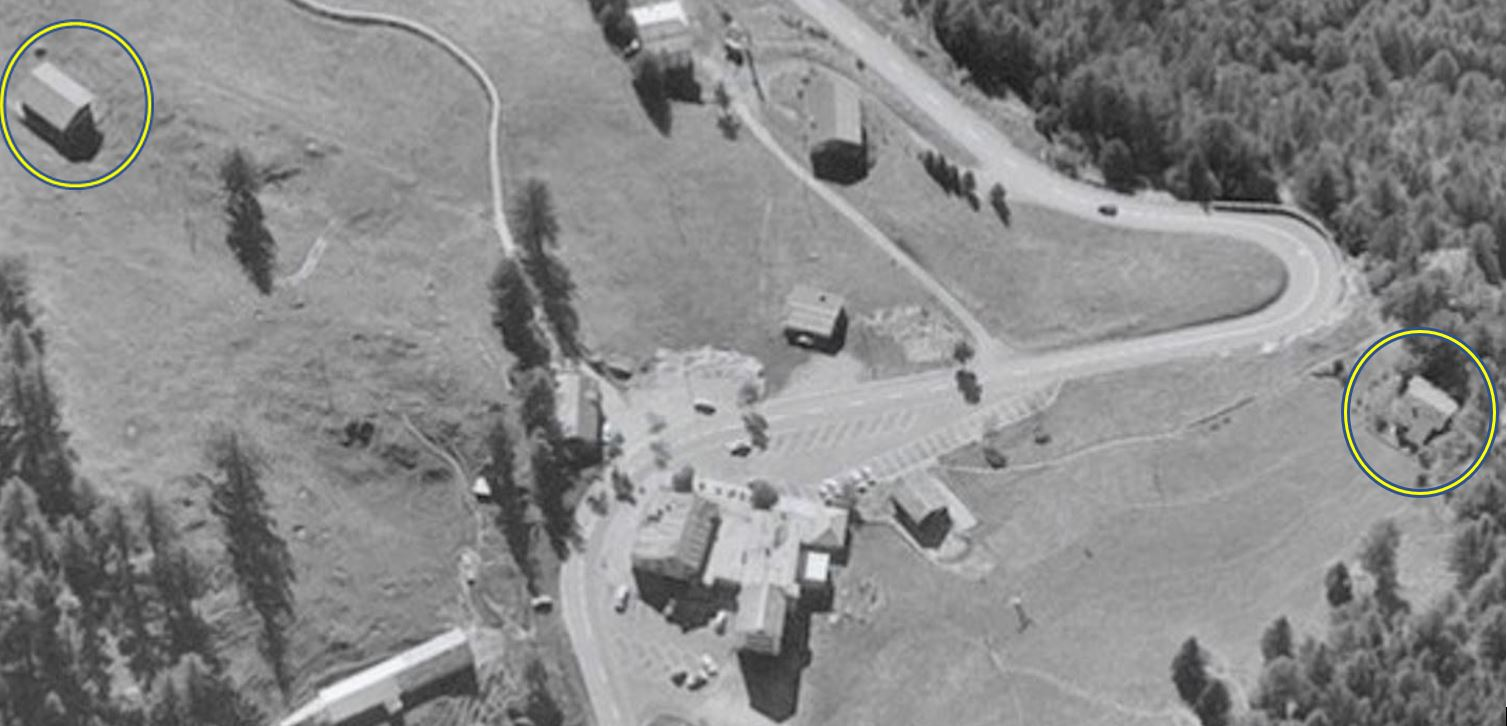
Col de la Forclaz: Infanteriebunker A 56 und A 57

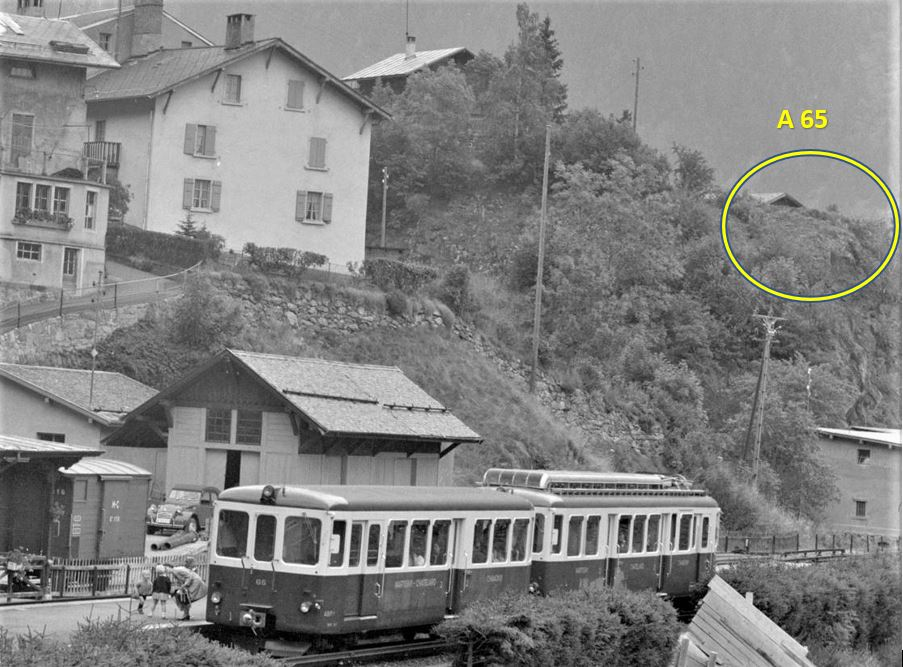
Infanteriebunker A 65 Finhaut arsenal

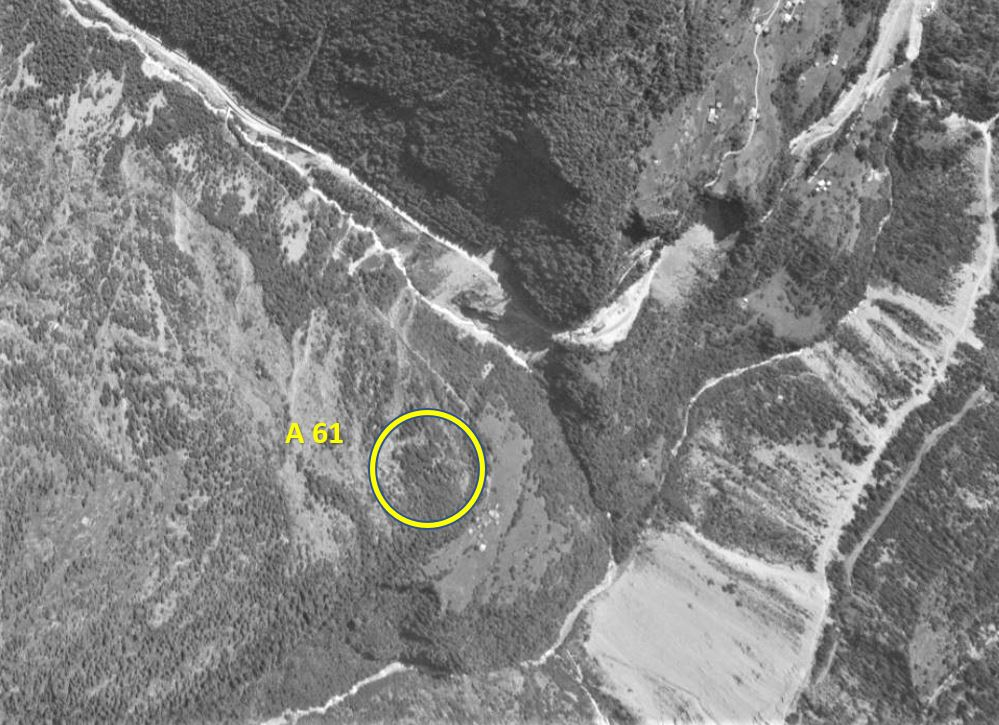
Infanteriewerk Litroz A 61

- Infanteriebunker A 56 Col de la Forclaz sud		⊙
- Infanteriebunker A 57 Col de la Forclaz nord supérieur		⊙
- Infanteriebunker A 58 Col de la Forclaz nord 		⊙
- Infanteriewerk «La Madeleine» A 59 Le Châtelard	(2008 zerstört)	⊙
- Infanteriewerk A 60 Le Châtelard ouest	⊙
- Infanteriewerk  A 61 Fort Litroz[3][4]⊙
- Infanteriewerk A 62 Finhaut, Gegenwerk zu A 61		⊙
- Infanteriewerk A 63 Gare de Finhaut		⊙
- Infanteriewerk A 64 Finhaut
- Infanteriewerk A 65 Finhaut arsenal	⊙